# Болгария на зимних Олимпийских играх 2006
Болгария принимала участие в Зимних Олимпийских играх 2006 года в Турине (Италия) в семнадцатый раз за свою историю, и завоевала одну серебряную медаль. Сборную страны представляли 10 женщин.

## Серебро
- Шорт-трек, женщины, 500 метров — Евгения Раданова.